# أنطونيو جي. مارينو
أنطونيو جي. مارينو هو سياسي أمريكي، ولد في 7 يناير 1921 في بروكلين في الولايات المتحدة، وتوفي في 17 نوفمبر 2013 في بيدفورد ‏ في الولايات المتحدة.